# Goleszów (plaats in Subkarpaten)
Goleszów is een plaats in het Poolse district  Mielecki, woiwodschap Subkarpaten. De plaats maakt deel uit van de gemeente Mielec en telt 413 inwoners.